# Hermann von Müllenheim-Rechberg
Hermann Wilhelm Ludwig Georg Carl Freiherr von Müllenheim-Rechberg (* 21. Februar 1845 in Lübben, Niederlausitz; † 6. Juni 1903 in Straßburg) war ein deutscher Landeshistoriker des Elsass.

## Leben
Müllenheim-Rechbergs Vater, Adolf von Müllenheim-Rechberg (1798–1872), der als Offizier eines westfälischen Dragonerregiments an den Befreiungskriegen teilgenommen hatte und für seinen Einsatz mehrfach ausgezeichnet worden war, war zuletzt Steuerrat in Lübben in der Niederlausitz gewesen. Der Stammbaum der evangelischen Familie ist bis zu der uradligen Straßburger Patrizierfamilie Müllenheim zurückverfolgbar, die bereits im 13. Jahrhundert urkundlich auftaucht. Einige Vorfahren waren in Straßburg geistliche Würdenträger des Stifts Jung-St. Peter gewesen.
Hermann von Müllenheim-Rechberg schlug die militärische Laufbahn ein und trat am 11. April 1863 als Fahnenjunker in das Brandenburgische Jäger-Bataillon Nr. 3 ein. Am 13. November 1863 wurde er zum Fähnrich befördert und am 14. März 1864 zum Leutnant. Am 7. November 1865 wechselte er zum Infanterie-Regiment 45. Am 14. Februar 1871 wurde er Oberleutnant. Ab dem 12. Dezember 1874 war er Adjutant beim Gouvernement Rastatt. Am 18. Mai 1876 wurde er Hauptmann à la suite des 3. badischen Infanterie-Regiments Nr. 111 und Platzmajor in Neubreisach. 1877 wurde er Platzmajor der Festung Straßburg. Am 18. Februar 1886 ging er als Kompaniechef zum Infanterie-Regiment 96, aber bereits am 18. August 1886 wurde ihm der Abschied bewilligt. Er hatte im Deutsch-Dänischen Krieg (1864), im Deutschen Krieg (1866) und im Deutsch-Französischen Krieg (1870) mitgefochten.
Müllenheim-Rechberg war Ritter des Johanniterordens und hatte im fortgeschrittenen Alter den Rang eines Königlich Preußischen Kammerherrn. Er leistete durch eine Reihe von Veröffentlichungen einen Beitrag zur elsässischen Geschichtsforschung.
Müllenheim-Rechberg heiratete am 10. Oktober 1883 Lina, verw. Haniel, geb. Boecking. Seine Frau verstarb früh. Sein eigener Tod hinderte ihn daran, den letzten Band seiner Familienchronik selbst zu vollenden.

## Werke (Auswahl)
- Das alte Bethaus Allerheiligen zu Strassburg im Elsass und Regesten zur Familiengeschichte der Freiherren von Müllenheim. Druck von R. Schultz & Comp., Strassburg 1879 (Google Books).
- Die Familie von Müllenheim. In: Wochenblatt der Johanniter-Ordens-Balley Brandenburg. 21. Jg., Berlin 1880, S. 106–107.
- Regesten zur Familiengeschichte der Freiherren von Muellenheim. 1881.
- Familienbuch der Freiherren v. Müllenheim-Rechberg. Verlag J. H. Ed. Heitz, Straßburg 1896–1915.
  - Band I, Straßburg 1896 (Google Books).
  - Band II, Straßburg 1898 (DNB 1003520766/04 Inhaltsverzeichnis).
  - Band III, Erg. und Berichtigungen zu den bisher erschienenen Teilen des Familienbuchs. Bearbeitet von Emil von Borries im Anschluß an die hinterlassenen Manuskripte, 1915.
- Die Annexion des Elsaß durch Frankreich und Rückblicke auf die Verwaltung des Landes vom Westphälischen Frieden bis zum Ryswicker Frieden (1648–1697). Vortrag gehalten am 2. Mai 1887 im staatswissenschaftlichen Verein zu Straßburg i. E., Verlag J. H. Ed. Heitz, Straßburg 1887 (Google Books). Zweite Auflage in: Beiträge zur Landes- und Volkeskunde von Elsass-Lothringen. Heft XXII, Strassburg 1896 (Google Books).
- Das Geschöll der von Müllenheim und Zorn 1332: Ein Beitrag zur Localgeschichte von Strassburg. J. H. Ed. Heitz, Strassburg 1893 (Scan in der Google-Buchsuche).
- Die Gewerbebank, vormals Creditgenossenschaft in Strassburg. 1898.